# Kurduvādi
Kurduvādi är en ort i Indien.   Den ligger i distriktet Solapur och delstaten Maharashtra, i den centrala delen av landet, 1 200 km söder om huvudstaden New Delhi. Antalet invånare är 23 131.